# Новокостянтинів

Засновник містечка Олександер князь Острозький

Новокостянти́нів — село в Україні, у Летичівській селищній громаді Хмельницького району Хмельницької області. Населення становить 445 осіб.

## Назва та власники
З історії відомо, що поселення наприкінці 16 століття належало знаменитому князю Костянтину Острозькому, який проживав у Старому Костянтинові. Князь виділив наділ своєму синові на території, так виник Новий Костянтинів.
Містечко засноване князем Олександром Острозьким, у 1600 р. містечку королем Сигізмундом III Ваза надане Магдебурзьке право. Тоді ж королем було дозволено збудувати ратушу, лазні. Невдовзі після заснування містечко було зруйноване татрами і в 1623 привілей був поновлений. У 1665 власником містечка був галицький кастелян — Александер Цетнер. У 1764 подільський воєвода Міхал Юзеф Жевуський, в 1776 — Казимир Жевуський. Від Жевуських Новий Костянтинів перейшов до князів Чорторийських, а Чорторийські продали його Ярошинським, а ті своєю чергою продали цілий ключ Кочубеям.

## Географія
Новокостянтинів розташоване на правому березі річки Південний Буг, у гирлі річки Дігтярки, яка впадала в річку Південний Буг. Тепер[коли?] ця річка висохла і не існує. Але і зараз старі люди розповідають про цю річку. У тому місці досить багато джерел, тому його ще називають «Кирничками». Колись в селі було кілька ставків, було і озеро. Ця місцина отримала назву «Оболонь». Протікала селом ще одна маленька річечка, та назви її вже не пам’ятають, але місце тепер називають «Завалом».
Є в селі і «Рудий куток», а називається він так тому, що тут жило багато людей з рудим кольором волосся.
Народ краю вели відчайдушну боротьбу з завойовниками, як свідок цих славних днів поблизу села існує урочище «Козацькі могили», розміщене на південний схід від села. За селом, на північ вздовж берега річки Південний Буг (біля с. Свічна) були густі ліси через які проходив торговий шлях Старий Костянтинів - Хмільник.

## Історія
Містечко належало до Літинського повіту Кожухівської волості, у якому нараховувалось 420 дворів і проживало 2000 жителів.
В 17 столітті село і фільварки, ліси були власністю родини Ревуських. В 1788 році графом Жевуським було побудовано костел на честь Святої Анни.  
На одній із вулиць було збудоване велике панське господарство. Ця вулиця і отримала ймення «Фільварок». 
Від графа його маєток і містечко перейшло до князя Чорторийського, який потім продав його панові Ярошинському, при якому було відмінене кріпацтво. По 10-му народному переписі в містечку мешкала 461 душа кріпаків.
В 17 ст. в Новому Костянтинові було дві православних церкви, два приходи: церква Святого Миколая і Успенська, яка збереглася і діє нині.
В центрі містечка було побудовано підземний хід, довжина якого дорівнювала близько 5 верст. Будівництво його сягає часів Османської імперії (1672-1699). Саме це місце було центром антифеодальної боротьби на Поділлі під проводом Устима Кармелюка. Поряд із лісами розташовані скали у яких часто Устим відпочивав зі своїми побратимами. Вони отримали назву «Кармелюкове крісло».
Під час окупації Османською імперією містечко було центром нахії.
У 1860 році паном Ярошинським було побудовано церковно-парафіяльну школу. 1880 року його маєток був переданий князю Кочубею, який продав його в числі других своїх земель у 1898 році Селянському земському банку. В період земельної реформи селяни мали можливість купувати землю, яка в той час мала ціну 102 карбованці сріблом за одну десятину. Багатші селяни Іван Мельник і Сафон Ревера змогли купити декілька десятин. Більшість селян такої можливості не мали. Після реформи в містечку почало розвиватися ремісництво. Було побудовано черепичний та цегельний заводи, вальцовий та разовий млини, ґуральні. В рік проводилось по 12 ярмарків.
Станом на 1900 рік в містечку нараховувалось близько 5000 осіб населення, з них 1299 — православних, 600 католиків, 3000 євреїв.
В містечку було побудовано 10 двоповерхових будинків-заїздів завдовжки 50 метрів. Було до 500 єврейських будинків.
У 1905-1906 рр. було побудовано школу в кінці Новокостянтинова по дорозі на Летичів, яка була знищена під час окупації німцями у 1941 році.

### XX сторіччя

#### Час до Української революції 1917-1921 років
Протягом революції 1905-1906 рр. в селі відбувалися заворушення міщан і ремісників. Учасником цих подій був Харков Юхим, який був засуджений і засланий на поселення у віддалену губернію (в 1917 році він перейшов на сторону есерів).
У 1917 році в селі Новокостянтинові перебував на відпочинку Верхньодніпровський 16-ий полк, який мали відправити на фронт. В полку стався заколот, солдати кинулися до ґуральні (винокурний завод). За 24 години ґуральню було розгромлено і рознесено. Про це свідчать донесення від 25 вересня 1917 року на ім'я губернського комісара, де сповіщалося про знищення спирту і винокурного заводу.
7 (20) листопада 1917 року, відповідно до Третього Універсалу Української Центральної Ради, увійшло до складу Української Народної Республіки.

#### Українська революція. Радянсько-українська війна
Під час радянсько-української війни на території Новокостянтинова неодноразово відбувалися бойові дії. Влітку 1919 року вояки армії УНР надійшли до населеного пункту через село Думенки. Запеклий бій між загоном, що його організував т. зв. революційний комітет (ревком), та українськими військовими тривав два дні між будинками та на сільському кладовищі.

##### Наступ польсько-українських союзників
25 квітня 1920 об'єднані польсько-українські збройні сили (20 тис. польських і 15 тис. українських вояків) форсували Збруч. Польські військовики вибили радянську владу із села. Боротьба за населений пункт відбувалася з перемінним успіхом, остаточне повернення радянської армії до Новокостянтинівки відбулося наприкінці 1920 року.

#### Радянська окупація
У 1918 році в селі почали створювати ревкоми і сільські ради. Першим головою сільської ради в селі був Надобко Н. П., а з 1921 року — Коновальчук Гнат.
У 1921 році всю землю було розділено між селянами. В селі почали створюватися нові організації, так звані комнези, а в 1923 році почали створюватися ТСОЗи (товариства спільного обробітку землі). До них входило 8 сімей.
У 1924 році в Новокостянтиніві була створена артіль імені 1 Травня, до якої ввійшло 28 одноосібних господарств. Головою артілі було обрано Коновальчука Григорія.
У 1929-1930 роках розпочався процес примусової колективізації у селі. Були виділені так звані червоні токи, на яких колгоспники молотили збіжжя і брали собі те, що залишилося від здачі державі. В колгоспи спочатку вступали бідніші селяни. Пізніше змушені були вступити і більш заможні селяни, бо мали місце обшуки дворів, закриття ринків, заборона продавати селянам-одноосібникам товари першої необхідності, реманент для обробітку землі.
В селі Новокостянтинів у 1930 році раніше створена артіль була реорганізована в колгосп імені Петровського. Головою колгоспу було обрано Радзіонова Василя. В колгоспі невідомо з яких причин відбувалася дуже часто зміна голів колгоспу. 1933 року колгосп очолив Кондратюк Василь, родом з села Лісоберезівка, в 1935 році Олійник Кирило, в 1937 році головою колгоспу був Расковський Л. і Євич М.З. 1938 року і до початку війни колгосп очолював Луцишин І.С.

#### Голодомор 1933
1933 рік — одна з найтрагічніших в історії жителів села. Люди їли кору дерев, мерзлу картоплю, пацюків, котів, траплялися випадки людоїдства. В цій трагедії велика вина падає на місцевих активістів, які в людей відбирали все, що могли, а потім пропивали відібране. Під час голодомору 1933 року жоден житель села не загинув, місцеві євреї рятували односельчан.
Після створення в районі МТС праця трудівників села стала полегшуватися. Земля стала оброблятися тракторами, врожайність сільськогосподарських культур стала зростати. За статистичними даними перед війною в населених пунктах значно зросло населення. В селі Новокостянтинові проживало 2250 чоловік, діяли одна середня і одна початкова школи, у яких працювали 22 вчителі і навчалися 611 учнів, була поліклініка і пологовий будинок, діяли дитячі ясла на 35 ліжок.
В колгоспі на 1.01.1941 року нараховувалось 1401 га орної землі, 189 голів свиней, 104 голів овець, 246 голів коней, 874 штук птиці, була одна автомашина, яку пізніше забрали на фронт.

#### Німецько-радянська війна
Найсуворішим випробуванням для людей став двобій з нацистським звіром — найлютішим ворогом людства. 1941 рік приніс велике горе і страждання для жителів села. Новоконстянтинів опинився під окупацією з 12 липня. Війна забрала 99 осіб. На каторжні роботи в Німеччину за період окупації було примусово вивезено 124 юнаки і дівчат.
Ще більшого лиха зазнало населення єврейської общини, яке проживало в селі. Першою ознакою «нової влади» стало створення відділку з офіцера німецької армії, 10 німецьких солдат і 10 поліцаїв, та гетто для осіб єврейської національності. Тут сотні старих, жінок і дітей терпіли наругу, голод і спрагу, а через кілька місяців були по-звірячому знищені. Молодих вивозили в місто Хмільник та в село Залетичівку, де безжалісно розстрілювали, а людей похилого віку і хворих розстрілювали за селом в урочищі, яке мало назву «Стрельбище». За роки окупації було розстріляно понад 400 мирних жителів села єврейської національності.
Село було звільнене 18 березня 1944 року. За його звільнення загинув 121 солдат, їхні тіла поховано на сільському кладовищі, на їхню честь встановлено Меморіал Слави. Не повернулись з війни і 104 жителі Новокостянтинова.

#### Після Другої світової війни
Після визволення села починається відбудова колгоспного господарства. Орали і сіяли коровами, майже всі роботи виконувались вручну. На трудодень давали 200—300 грамів хліба, грошова оплата була низькою. 1948 року землю обробляли трактори з Летичівської МТС. В цьому ж році почалось будівництво Новокостянтинівської ГЕС, яка вступила в дію у 1950 році, і працює по нинішній день.
У 1972 році місцевим колгоспом було побудовано цегельний завод, на якому працювало до 50 чоловік. Механізована майже вся робота в колгоспі. На допомогу прийшли трактори, комбайни. Таким шляхом у 1983 році було сформовано тракторний стан. Також у цьому ж році було побудовано тваринницьку ферму на 500 голів, її очолив Євич В. М. 1985 року в селі був побудований торговий центр який складався з трьох корпусів: промислового, продуктового та їдальні. В цьому ж році побудований дитячий садок на 100 місць. 1988 року була побудована школа на 300 місць.

### XXI сторіччя
На околиці села розміщений будинок для людей похилого віку на 30 ліжок, поліклініка. Працюють в ньому лікарі, фельдшер, медсестри. В селі є аптека, яка обслуговує 7 навколишніх сіл, а також поштове відділення.
12 червня 2020 року, відповідно до розпорядження Кабінету Міністрів України № 727-р «Про визначення адміністративних центрів та затвердження територій територіальних громад Хмельницької області», увійшло до складу Летичівської селищної територіальної громади.
19 липня 2020 року, в результаті адміністративно-територіальної реформи та ліквідації Летичівського району, село увійшло до складу новоутвореного Хмельницького району.

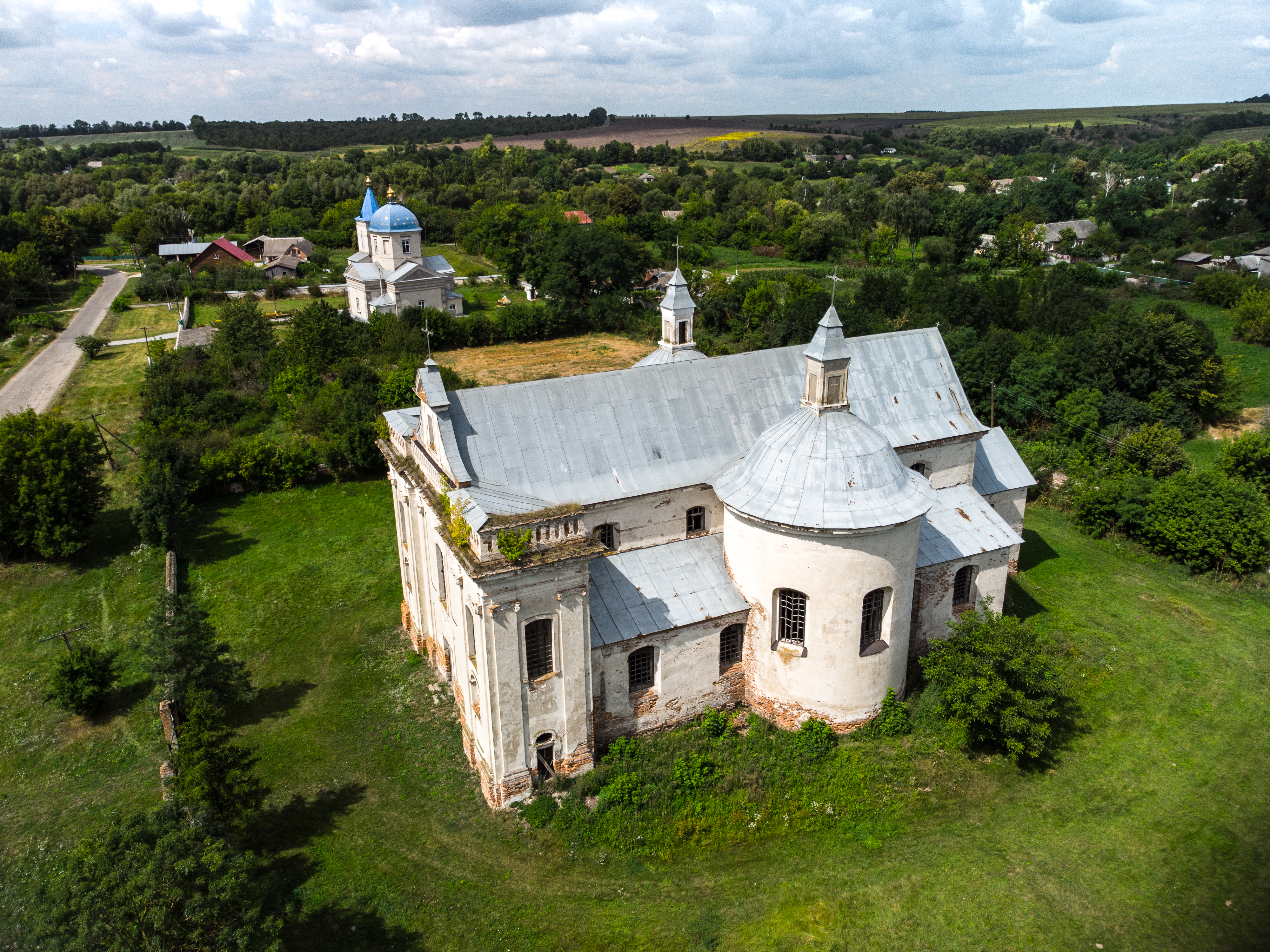
Костел, 2021 рік

## Архітектурні пам'ятки
- Костел св. Анни (1788 р.), фундації Жевуського.

## Галерея

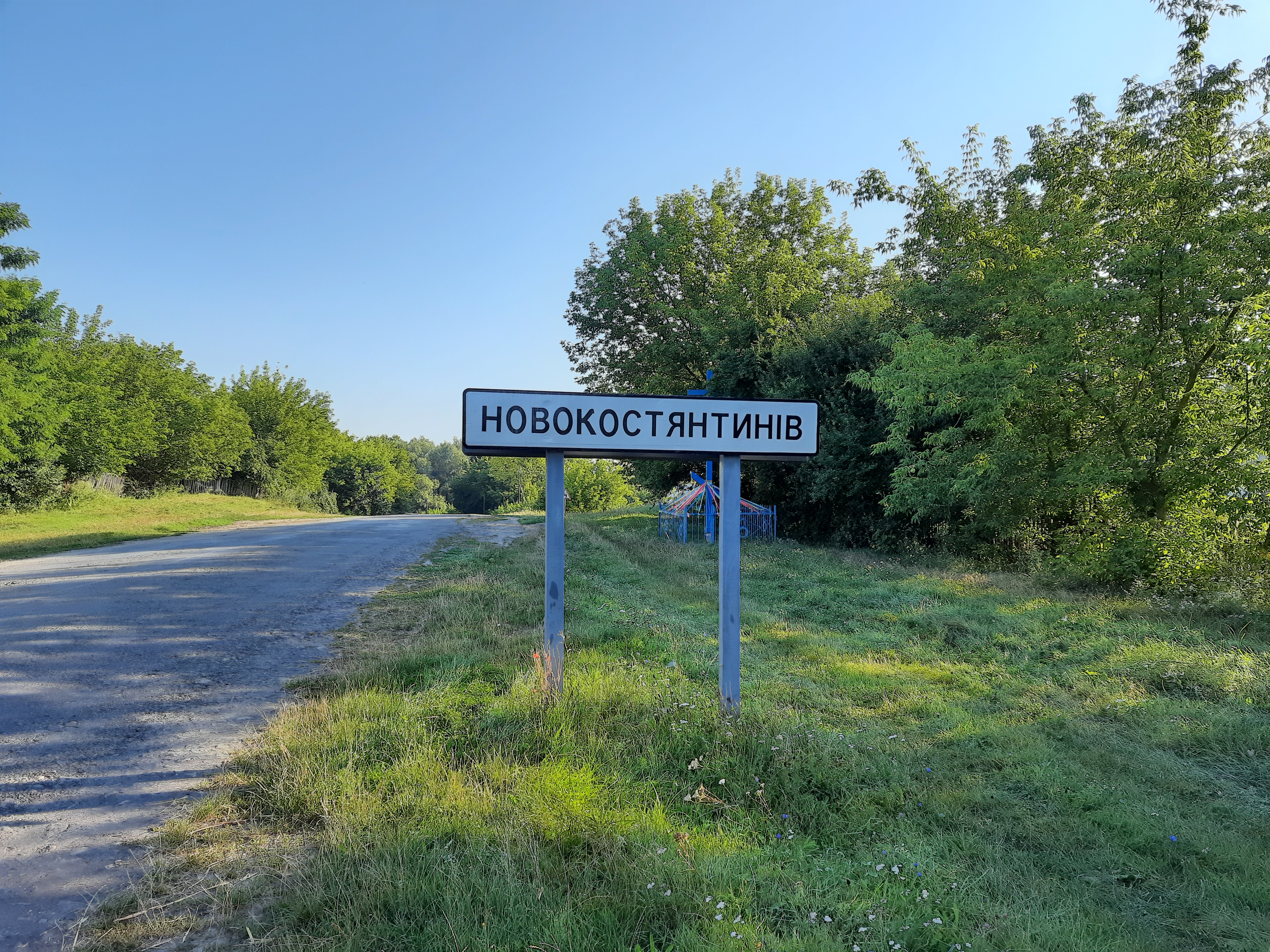
Братська могила с.НовокостянтинівДорожній знак при в'їзді в село
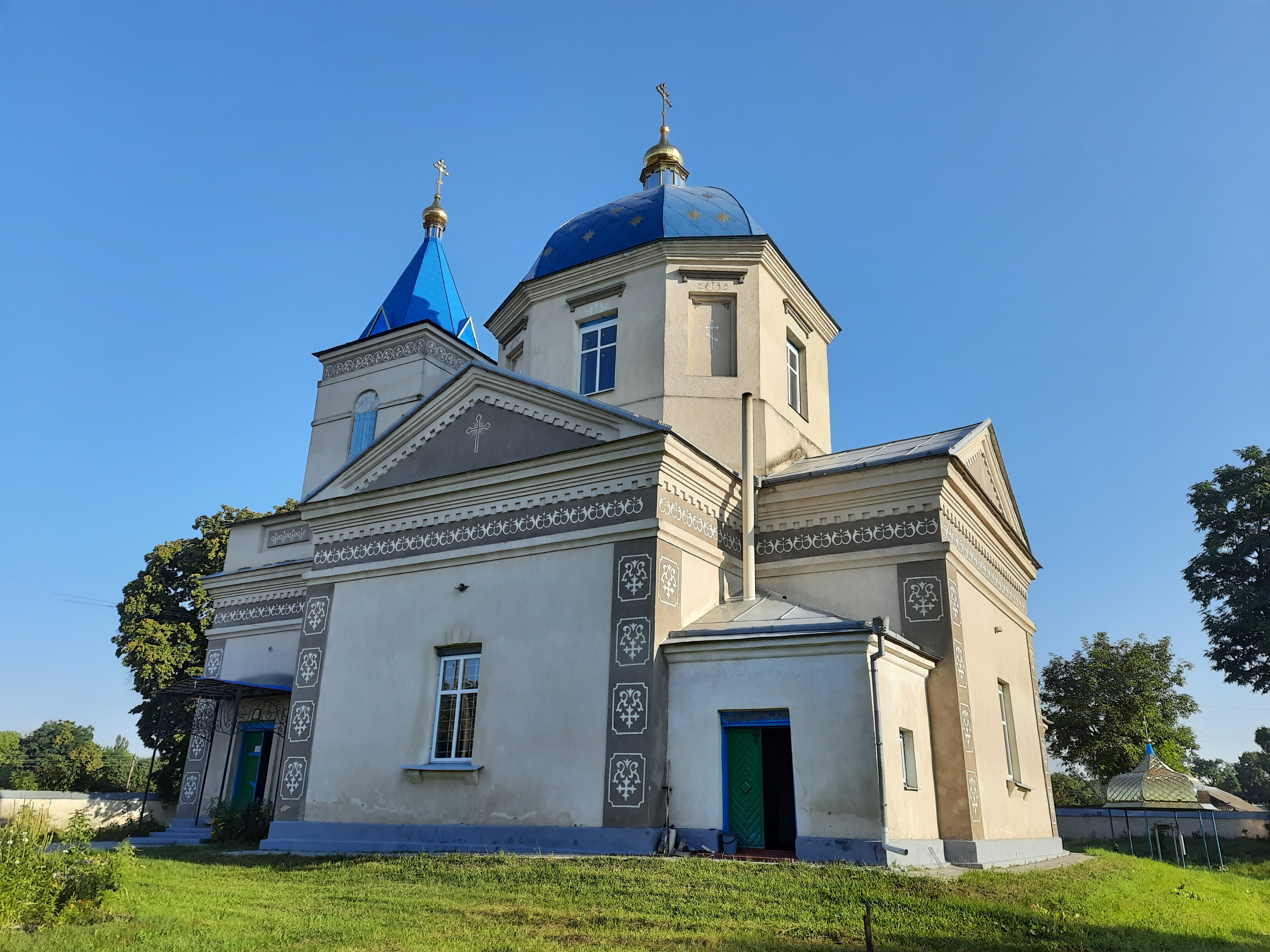
Успенська церква
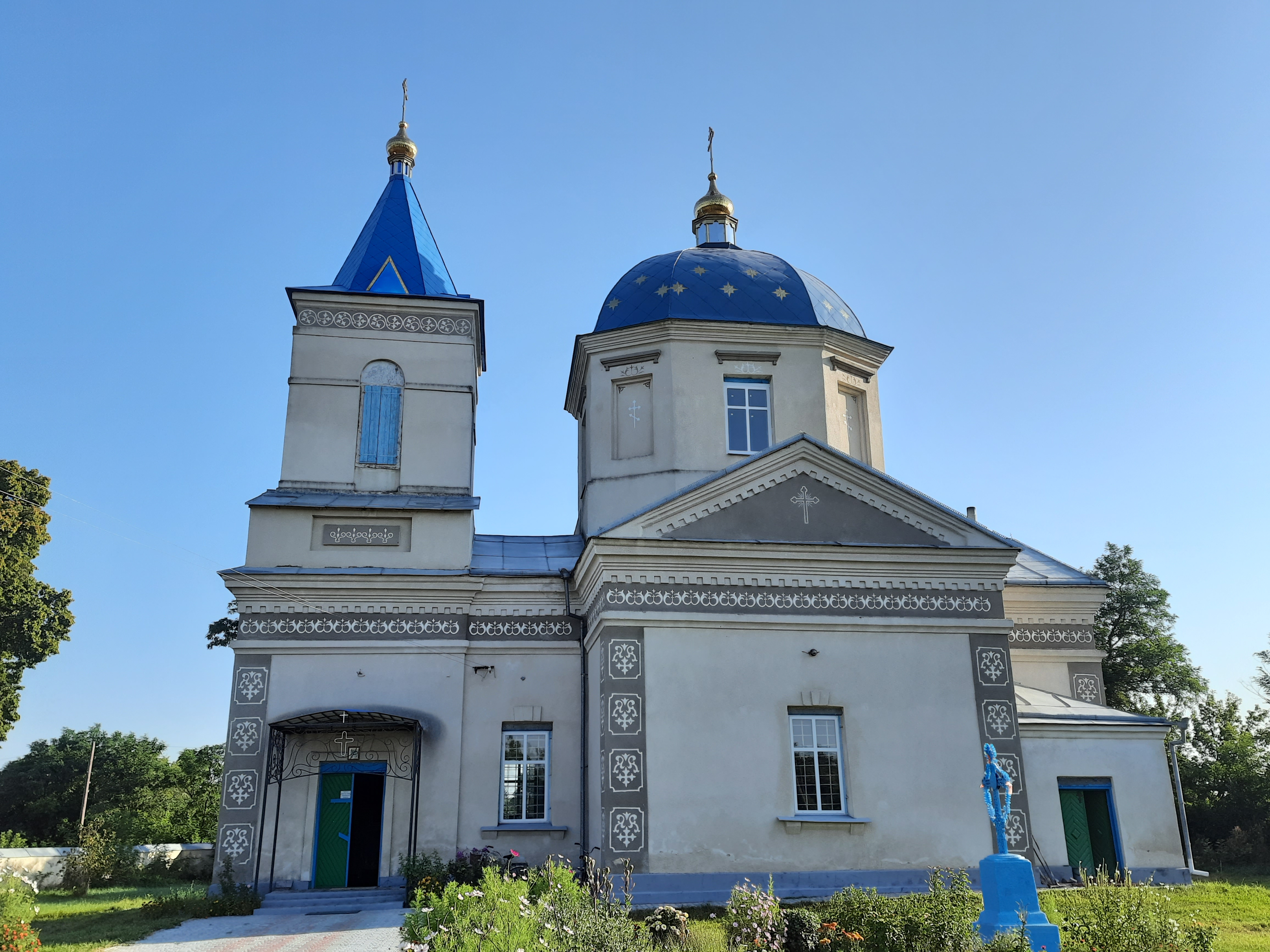
Успенська церква
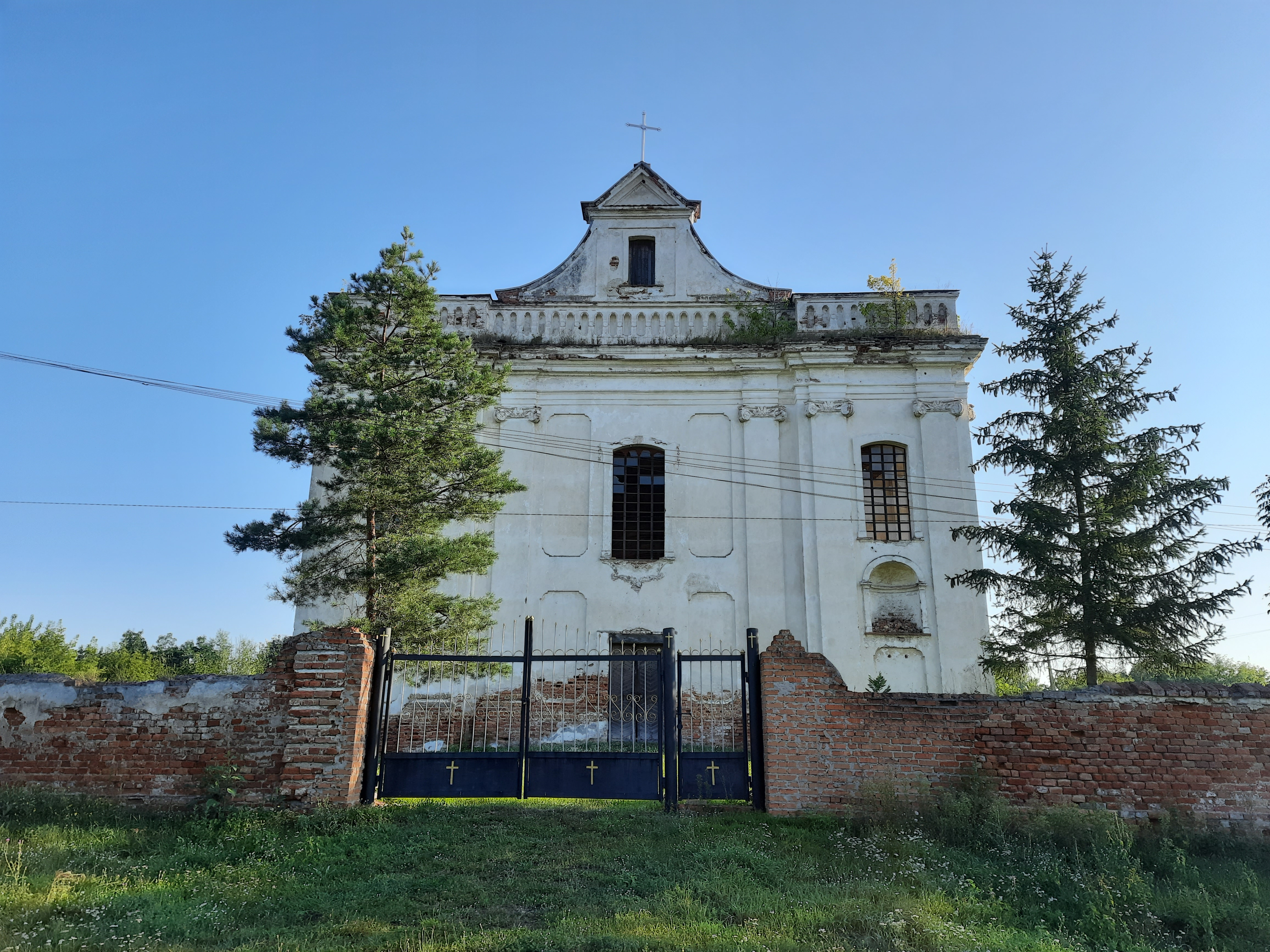
Костел
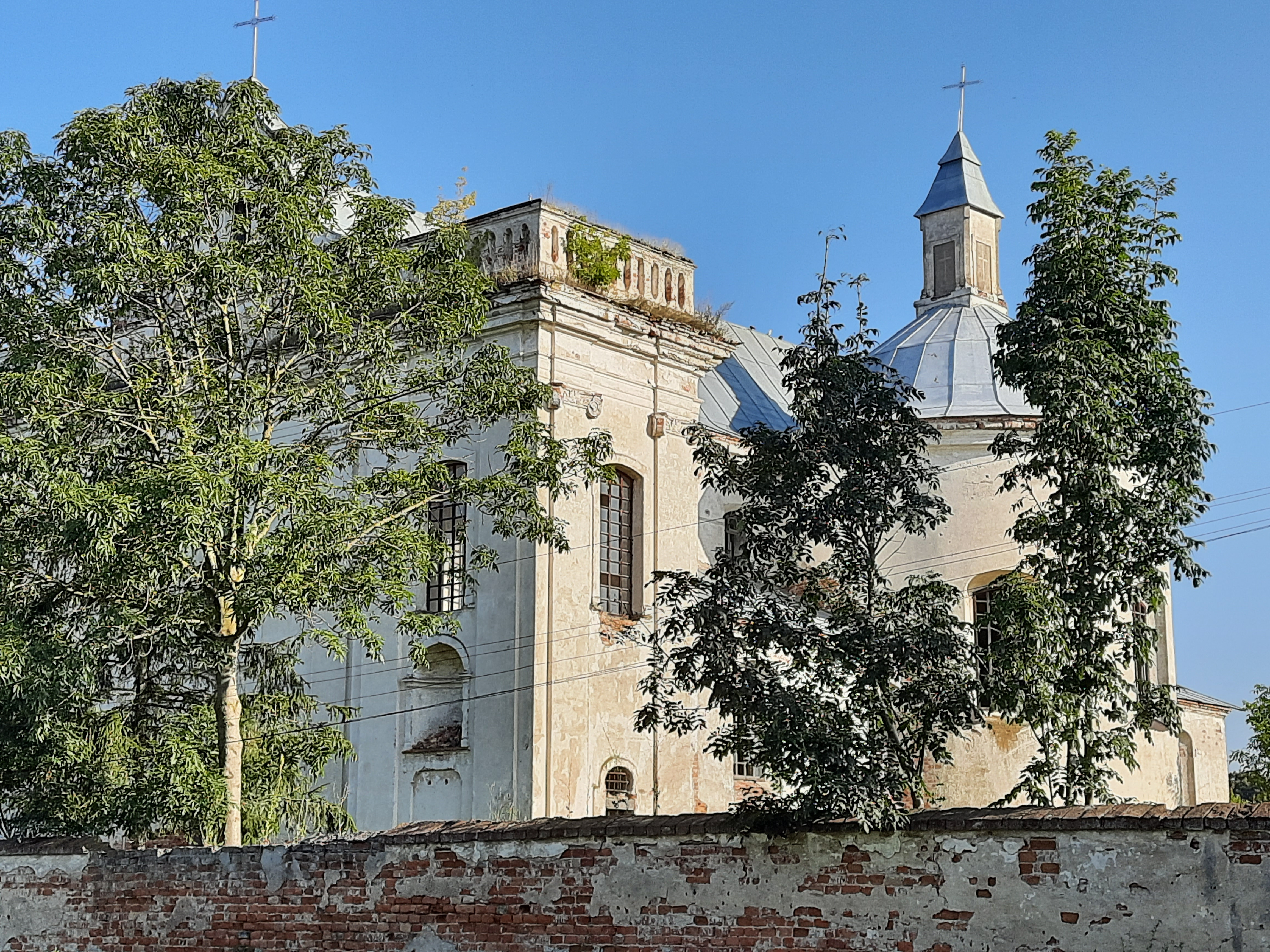
Костел
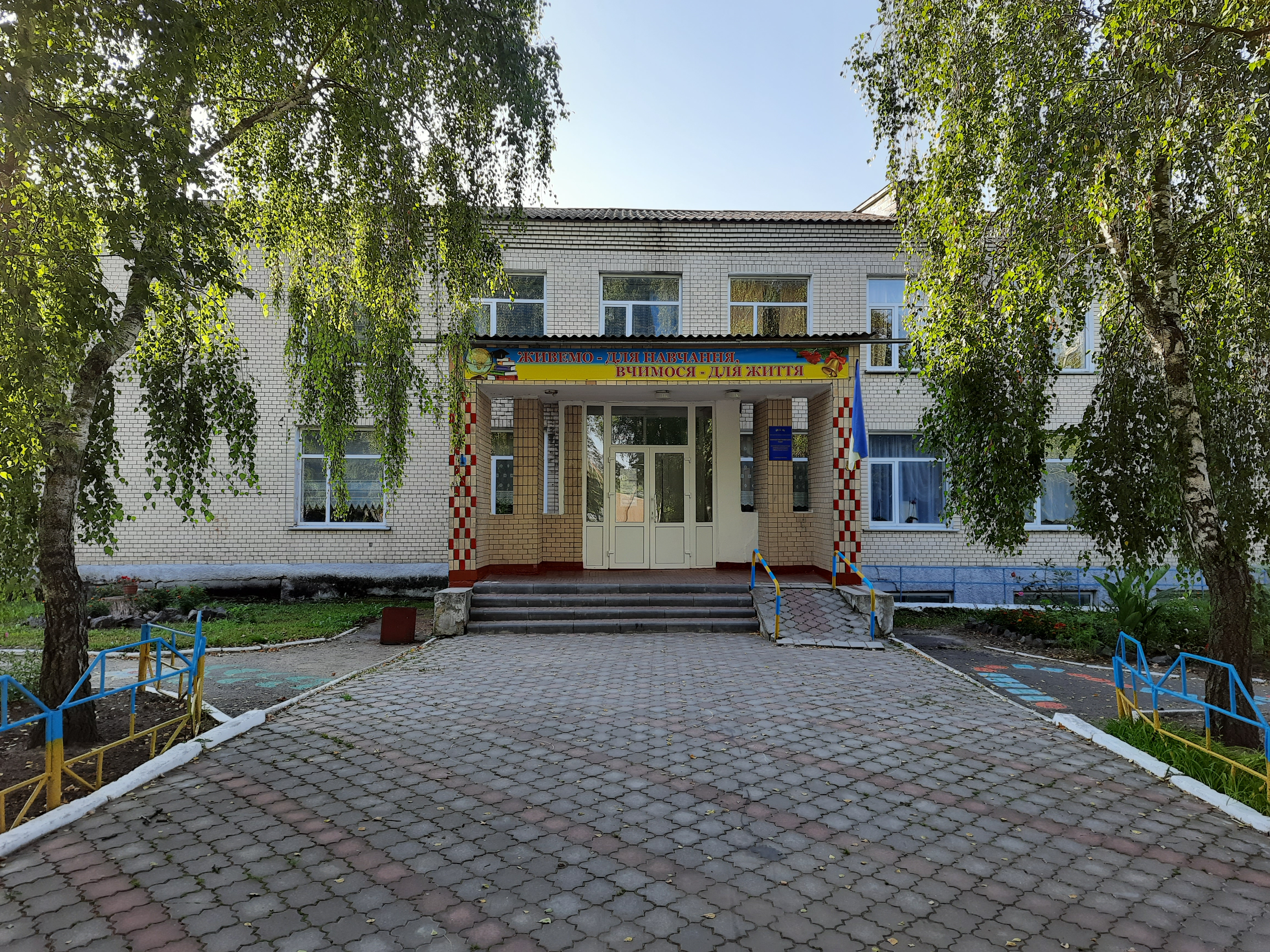
Школа
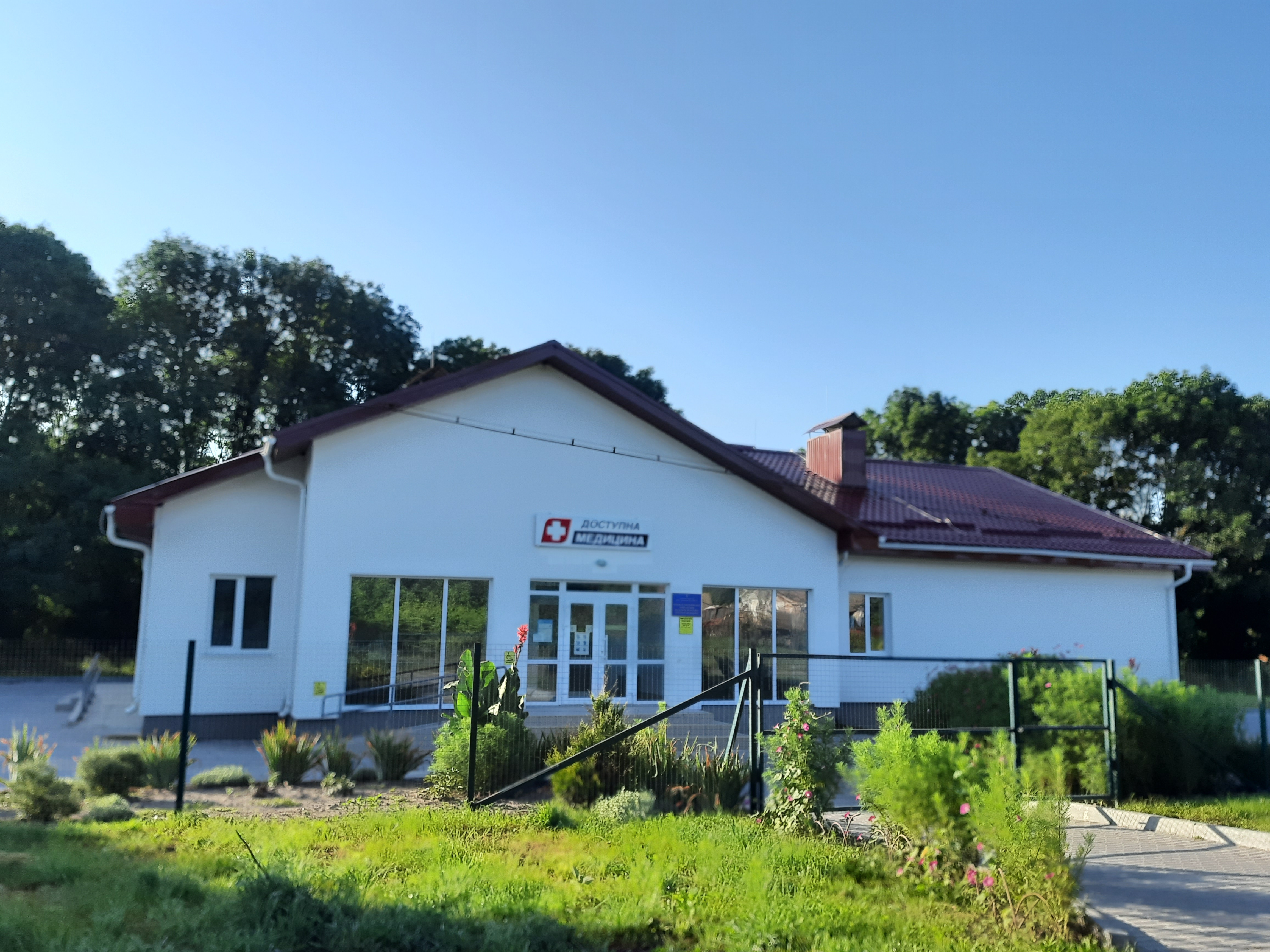
Амбулаторія
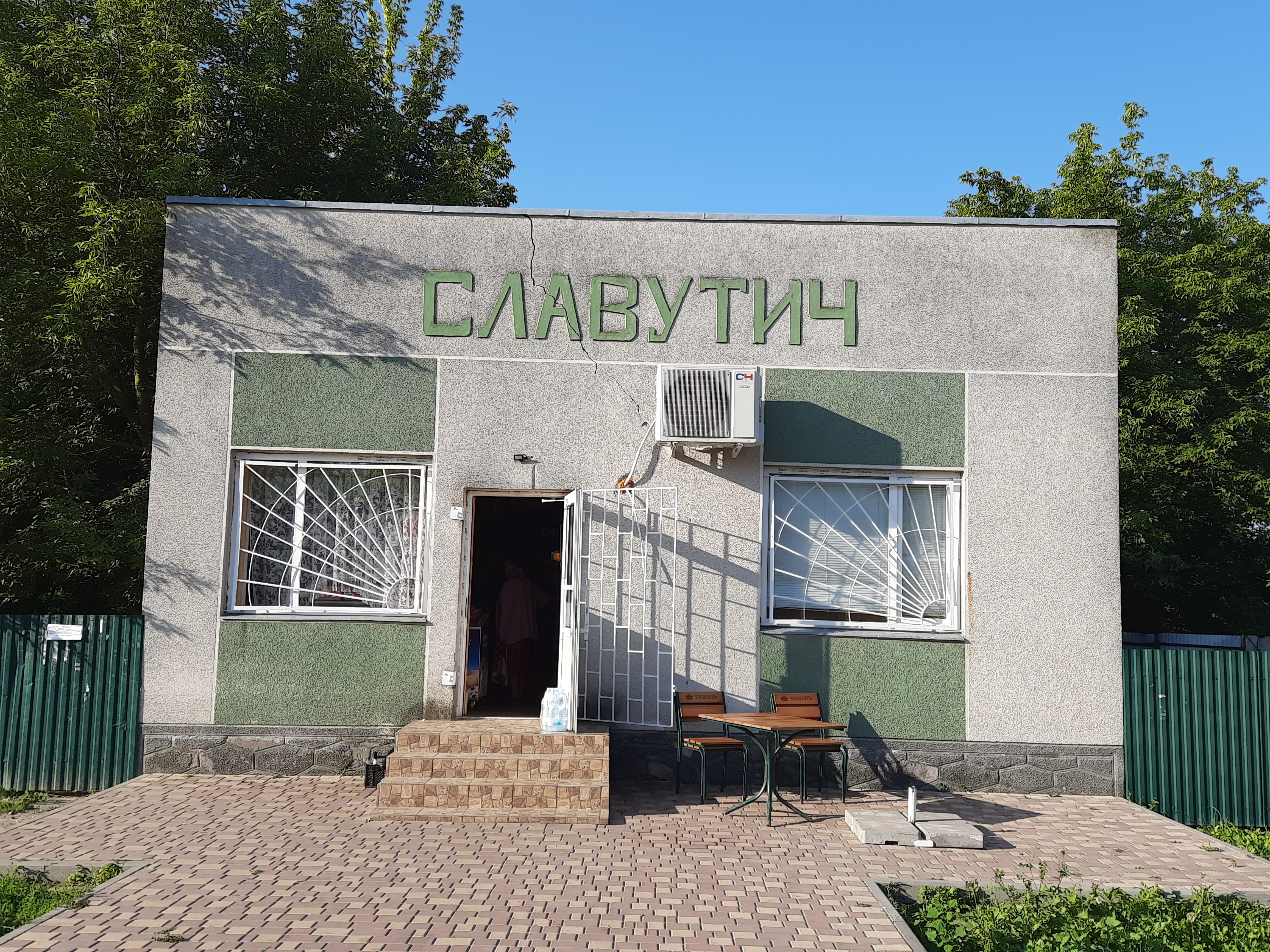
Крамниця
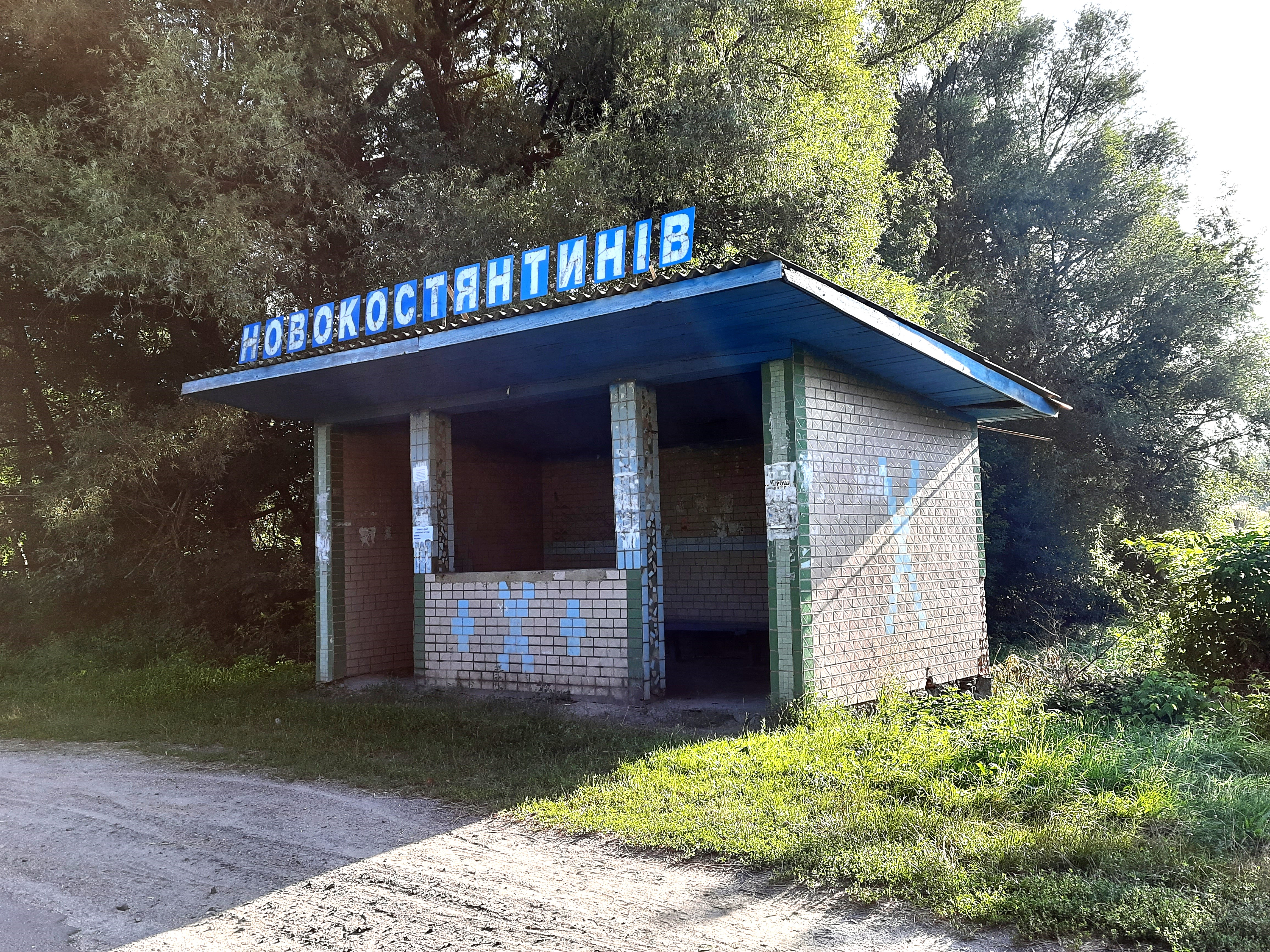
Автобусна зупинка
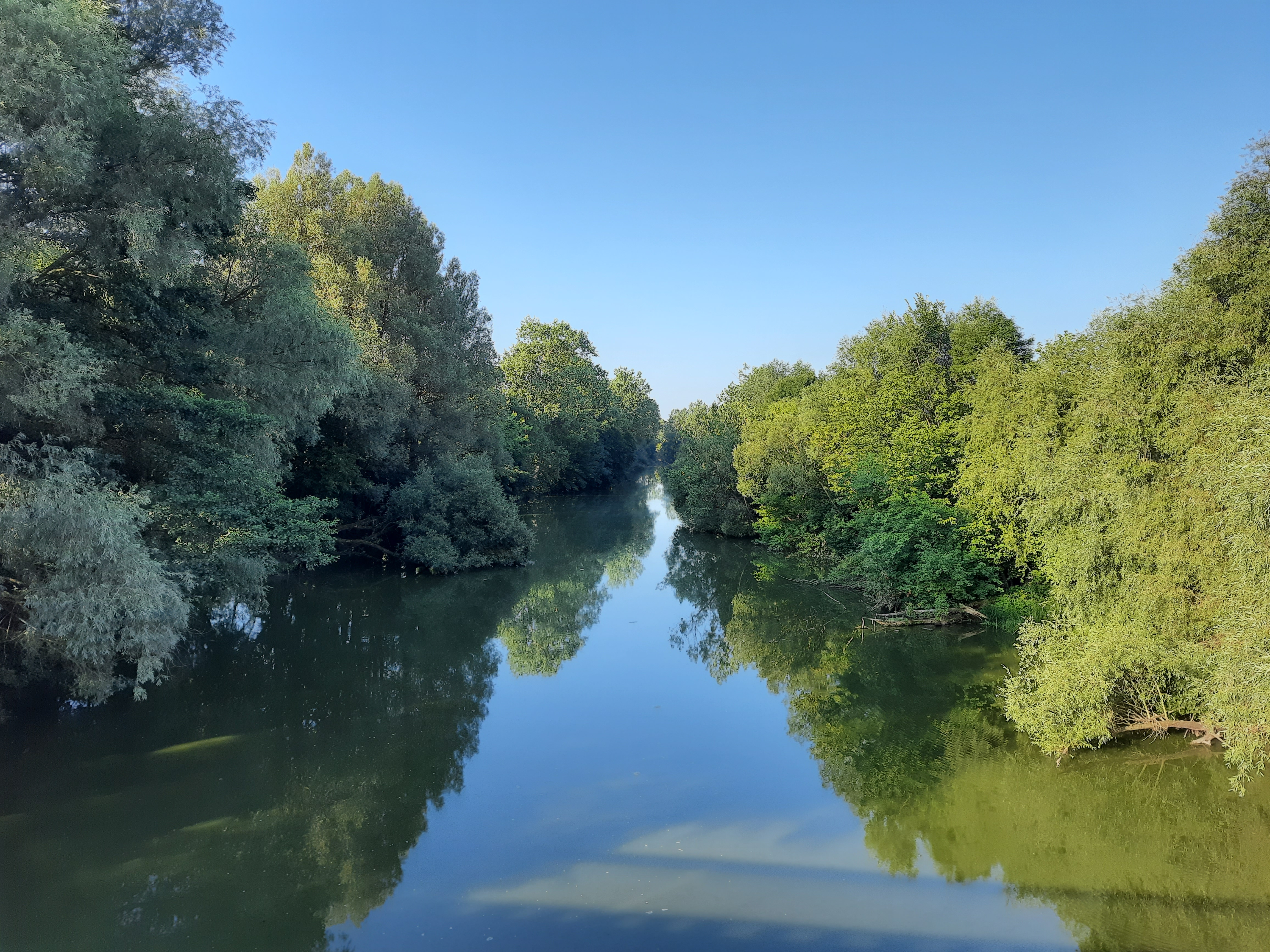
Річка Південний Буг біля села